# Jezioro Tonowskie
Jezioro Tonowskie – jezioro w woj. kujawsko-pomorskim, w pow. żnińskim, w gminie Janowiec Wielkopolski, leżące na terenie Pojezierza Gnieźnieńskiego. Południowe brzegi jeziora stanowią granicę gminy Janowiec Wielkopolski z gminą Rogowo. Jest to jezioro rynnowe zasilane rzeką Wełną. Na jeziorze znajduje się nieduża wyspa. Brzegi, to głównie obszary rolnicze. Pobliskie miejscowości to Tonowo, Żerniki, Skórki i Wiewiórczyn.

## Dane morfometryczne
Powierzchnia zwierciadła wody według różnych źródeł wynosi od 156 ha przez 159,9 ha do 166,0 ha.
Zwierciadło wody położone jest na wysokości 92,1 m n.p.m. lub 93,4 m n.p.m. Średnia głębokość jeziora wynosi 1,9 m, natomiast głębokość maksymalna 7,3 m.
W oparciu o badania przeprowadzone w 2001 roku wody jeziora zaliczono do wód pozaklasowych.